# سوونگسک
سوونگسک (به لهستانی:  Słońsk) یک روستا در لهستان است که در گمینا سوونگسک واقع شده‌است. سوونگسک ۳٬۰۰۰ نفر جمعیت دارد.